# Steven Johnson (autor)
Steven Berlin Johnson (ur. 6 czerwca 1968) – amerykański pisarz popularnonaukowy i medioznawca.

## Wykształcenie
Uczęszczał do St. Albans School w Waszyngtonie. Ukończył studia licencjackie na Uniwersytecie Browna (Providence), gdzie na wydziale współczesnej kultury i mediów studiował semiotykę. Jest także absolwentem literatury angielskiej na Uniwersytecie Columbia (N. Jork).

## Kariera
Johnson jest autorem trzynastu książek, głównie łączących naukę i technologię z osobistymi doświadczeniami. Współtworzył także trzy wpływowe serwisy internetowe: jeden z pierwszych internetowych magazynów „FEED”, nagrodzony nagrodą Webby witrynę społecznościową plastic.com oraz lokalny serwis outside.in. Jest współredaktorem „Wired” regularnie pisze do „The New York Times”, „The Wall Street Journal”, „The Financial Times” i wielu innych periodyków. Zasiada też w radach doradczych kilku firm związanych z Internetem, w tym Medium, Atavist, Meetup.com, Betaworks i Patch.com.
Jest autorem bestsellerowej książki Everything Bad Is Good for You: How Today's Popular Culture Is Actually Making Us Smarter (2005), w której dowodzi, że na przestrzeni ostatnich trzydziestu lat twory popkultury, jak telenowele czy gry wideo, stają się coraz bardziej złożone i pomagają rozwijać umiejętności wyższego rzędu.
Inna jego publikacja, Where Good Ideas Come From, kwestionuje popularną wizję samozwańczych geniuszy, wpadających w jednej chwili na zjawiskowe pomysły. Za to określa innowacyjne myślenie jako powolny, stopniowy i bardzo złożony proces. Innowacja powstaje przez analizę pozornie niezwiązanych pomysłów, dylematów z innych dziedzin. Na podstawie badań wymienia przykłady z przeszłości, łącząc je z koncepcją „sąsiadujących możliwości” (oryg. adjacent possible), Stuarta Kauffmana – koncepcją przestrzeni z innowacjami czekającymi na powstanie przez jedynie połączenie opracowanych już pojęć i rozwiązań.
W sierpniu 2013 r. stacja PBS ogłosiła, że Johnson będzie prowadzącym i współtwórcą sześcioczęściowego programu dokumentalnego o historii innowacji How We Got to Now, wyemitowanego oryginalnie w PBS i BBC Two. Zaprezentował też – wraz z Davidem Olusogą – czteroczęściowy dokument produkcji Nutopia-PBS-BBC Krótka kronika dłuższego życia (oryg. Extra Life: A Short History of Living Longer). Produkcja przedstawia odkrycia i zdarzenia które przyczyniły się do wzrostu średniej długości życia. Został zrealizowany w okresie tzw. lockdown.
Od maja 2018 roku prowadzi podcast American Innovations (Amerykańscy innowatorzy) tworzony przez przedsiębiorstwo Wondery (przyp.)

## Odbiór

### Opinie krytyków
W 1997 roku Harvey Blume zrecenzował pierwszą książkę Johnsona, Interface Culture, i określił ją „przynoszącą satysfakcję lekturą – stymulującą, obrazoburczą i uderzająco oryginalną”.
Czasopismo The A.V. Club stwierdziło w recenzji książki Everything Bad Is Good for You: „To bardzo szczegółowa pozycja, zawierająca listy, wykresy oraz rozbudowaną strukturę narracyjną. Jednakże na ile jest to konieczne – pozostaje kwestią dyskusyjną, gdyż tytuł jedynie przedstawia i tak przekonujące założenie”.
David Quammen zrecenzował dla The New York Times książkę Johnsona The Ghost Map (2006), pisząc: „To wspaniała historia, wyróżniająca się pozycja o historii medycyny, z dobrymi opisami (…) Książka jest niesamowitym zgromadzeniem: składa się z drobnych faktów i wielkich idei, a fragmenty narracyjne są szczególnie intensywne. Opartym na prawdziwej empatii zarówno dla imiennych, jak i bezimiennych bohaterów, jedynie sporadycznie obarczonym drobnymi błędami stylistycznymi i wadami”. Nazwał książkę i Johnsona „intrygującymi” i „inteligentnymi”.
Entertainment Weekly przyznał The Ghost Map ocenę „A”, stwierdzając: „Książka prosi czytelnika, aby wyobraził sobie sytuację, w której wyjeżdża na weekend, a po powrocie widzi 1/10 sąsiedztwa wiezioną ulicą w żałobnym orszaku. Dla mieszkańców XIX-wiecznego Londynu ta apokaliptyczna wizja stała się rzeczywistością za sprawą cholery… Johnson śledzi odważne i ostatecznie udane działania anestezjologa/ naukowca/ detektywa Johna Snowa, odkrywającego sposób przenoszenia choroby. I robi to, rodząc koszmarny, skłaniający do myślenia świat, w którym szybka, lecz bardzo nieprzyjemna śmierć może być o rzut beretem”.
Alex Soojung-Kim Pang w The Los Angeles Times nazwał Where Good Ideas Come From (2010) „społeczną, dynamiczną i merytoryczną wizją innowacji i pomysłów” oraz książką „płynnie napisaną, zabawną i inteligentną – ale bez zawiłości”, „renesansowym przewodnikiem alchemicznym”. Bruce Ramsey napisał o tej książce w The Seattle Times: „Johnson szuka innowacji w naszej rzeczywistości i stara się wyjaśnić, dlaczego pojawiają się one tam, a nie gdzie indziej”.
Z kolei Kirkus Reviews określił Where Good Ideas… „solidną pozycją, która wnosi nową perspektywę do starej sprawy”, a o Johnsonie napisał: „Przez cały czas jego zaraźliwy entuzjazm i nieustępliwość inspirują i bawią”. W The Sunday Telegraph stwierdzono: „Jak wszystkie dobre pomysły, ta książka jest czymś więcej niż swoją sumą... Johnson ożywia własne wywody historiami i przykładami, które dodają osobowości i głębi jego pomysłom, a także sprawiają, że lektura jest wciągająca (…)".
Oliver Burkeman w recenzji Future Perfect opisał tytuł: „To nie szczegółowa instrukcja, a szeroko zakrojony szkic możliwości – jako takiej, czytanie jej jest inspirujące. Najbardziej ekscytująca jest refleksja, że wiele rewolucji z Doliny Krzemowej może być zgodnych, a nie sprzecznych, z istotną dziś sprawiedliwością społeczną i demokracją partycypacyjną”. Inny recenzent Future Perfect Ethan Gilsdorf, nazwał ją „porywającą i dającą nadzieję książką” z „jasną i wciągającą narracją”.

### Nagrody i wyróżnienia
Jego książka Emergence: The Connected Lives of Ants, Brains, Cities, and Software w 2002 r. znalazła się w finale nagrody „Helen Bernstein Book Award for Excellence in Journalism” („Nagrody literackiej im. Helen Bernstein za doskonałość w dziennikarstwie”).
Z kolei Where Good Ideas Come From „walczyła” w finale o nagrodę „800CEORead” dla najlepszej książki biznesowej 2010 roku oraz została uznana za jedną z najlepszych publikacji roku według magazynu The Economist.The Ghost Map znalazła się na liście dziesięciu najlepszych książek literatury faktu roku 2006 tygodnika Entertainment Weekly i zajęła drugie miejsce w konkursie „National Academies Communication Award” w 2006 roku. 
Książki Johnsona zostały przetłumaczone na kilkanaście języków.
W 2009 r. był specjalistą-rezydentem ds. nowych mediów w Columbia Journalism School, a także przez kilka lat pisarzem-rezydentem w Journalism School Uniwersytetu Nowojorskiego.
Zdobył nagrodę „Newhouse School Mirror Award” za artykuł z okładki magazynuTIME z 2009 roku pt. „Jak Twitter zmieni sposób naszego życia”. Występował w programach telewizyjnych, takich jak The Colbert Report, The Charlie Rose Show, The Daily Show with Jon Stewart i The NewsHour with Jim Lehrer.

## Życie prywatne
Dorastał w Waszyngtonie i ukończył tam St. Albans School (1986). W roku 1990 przeprowadził się do Nowego Jorku, gdzie spędził dwadzieścia jeden lat, z tego siedem w Morningside Heights na Manhattanie, a resztę w West Village (Dolny Manhattan) gdzie urodził się jego pierwszy syn. Johnson pisze, że 11 września 2001 r. on i jego żona byli świadkami upadku Bliźniaczych Wież „pierwszego dnia wspólnego pobytu w domu z synem. Kiedy nasz drugi syn był w drodze, przenieśliśmy się do Brooklynu (…)”.
W 2010 roku prowadzący wywiad z Johnsonem – Oliver Burkeman napisał: „mieszka z żoną Alexą Robinson i ich trzema synami na Brooklynie… Wygłasza około 50 wykładów rocznie i napisał wiele znanych felietonów opiniotwórczych – a nie jest w zaawansowanym wieku. (Przy okazji, ma także ogromną liczbę 1,4 miliona obserwujących na Twitterze (…))”.
W 2011 roku napisał na swoim blogu, że „na kilka lat” opuszcza z rodziną N. Jork. „Przeprowadzamy się do hrabstwa Marin, na północną stronę mostu Golden Gate (…)”, „przeprowadzka na dwa lata: z chęci przygody, nie zmiany”.
W książce Umysł szeroko otwarty (Mind Wide Open) (2004) opisuje wydarzenie, w którym był bliski śmierci. W jego mieszkaniu było bardzo duże okno. Uległo rozbiciu w czasie wyjątkowo silnej czasie burzy, chwilę po tym jak z żoną oglądali to zjawisko. (źródło, s. 47)
W tej samej książce określił, że ma pewne trudności z przekładaniem tekstu na wyobrażenia: „Cechę tę podzielam z Aldousem Huxleyem.” Po tym następuje obszerny cytat poety; tutaj fragment: „Słowa, nawet wielkich pisarzy, nie przywołują obrazów w mojej głowie. Na skraju snu nie witają mnie żadne obrazy. Gdy coś sobie przypomnę, wspomnienie nie pojawia się ja jako widzialne wydarzenie lub przedmiot (…)” (źródło, s. 235)

## Książki
| Tytuł | Wydanie polskie | Rok  | ISBN                   | Tematyka                                           |
| --- | --- | ---- | ---------------------- | -------------------------------------------------- |
| Interface Culture: How New Technology Transforms the Way We Create and Communicate                                    | – | 1997 | ISBN 978-0-06-251482-0 | Innowacyjność                                      |
| Emergence: The Connected Lives of Ants, Brains, Cities, and Software                                                  | – | 2001 | ISBN 978-0-684-86875-2 | Emergencja                                         |
| Mind Wide Open: Your Brain and the Neuroscience of Everyday Life                                                      | - Umysł szeroko otwarty, Jacek Santorski & Co 2005 (tł. J. Józefowicz-Pacuła) - Odkrywanie mózgu: co wiemy o sobie dzięki nowym odkryciom neurobiologii, Świat Książki 2005 (tł. jw.) | 2004 | ISBN 978-0-7432-4165-6 | Neuronauka poznawcza                               |
| Everything Bad Is Good for You: How Today's Popular Culture Is Actually Making Us Smarter                             | – | 2005 | ISBN 978-1-57322-307-2 | Popkultura, gry wideo                              |
| The Ghost Map: The Story of London's Most Terrifying Epidemic—and How it Changed Science, Cities and the Modern World | – | 2006 | ISBN 978-1-59448-925-9 | Epidemia cholery na Broad Street (1854), John Snow |
| The Invention of Air: A Story of Science, Faith, Revolution, and the Birth of America                                 | – | 2008 | ISBN 978-1-59448-852-8 | Joseph Priestley                                   |
| Where Good Ideas Come From: The Natural History of Innovation                                                         | – | 2010 | ISBN 978-1-59448-771-2 | Innowacyjność                                      |
| Future Perfect: The Case for Progress in a Networked Age                                                              | – | 2012 | ISBN 978-1-59448-820-7 | Nowe tendencje w innowacyjności                    |
| How We Got to Now: Six Innovations That Made the Modern World                                                         | Małe wielkie odkrycia. Najważniejsze wynalazki, które odmieniły świat, Sine Qua Non 2015 (tł. B. Czartoryski)                                                                         | 2014 | ISBN 978-1-59463-296-9 | Innowacyjność                                      |
| Wonderland: How Play Made the Modern World                                                                            | – | 2016 | ISBN 978-1-5098-3729-8 | „Połączenie nowości, rozrywki i przyjemności”      |
| Farsighted: How We Make the Decisions That Matter the Most                                                            | – | 2018 | ISBN 978-0-73521-160-5 | Proces decyzyjny                                   |
| Enemy of All Mankind: A true story of piracy, power, and history's first global manhunt                               | – | 2020 | ISBN 978-1-59448-821-4 | Henry Every                                        |
| Extra Life: A Short History of Living Longer                                                                          | – | 2021 | ISBN 978-0-52553-885-1 | Średnia długość życia                              |